# لینکلن نشنال کورپوریشن
لینکلن نشنال کورپوریشن (به انگلیسی: Lincoln National Corporation) شرکت هلدینگ خدمات مالی آمریکایی است، که در زمینه ارائه خدمات بیمه، مدیریت دارایی، بیمه عمر و مزایای بازنشستگی فعالیت می‌کند.
شرکت لینکلن نشنال در سال ۱۹۰۵ در فورت‌وین، ایندیانا تأسیس شد و هم‌اکنون با دارایی بالغ بر ۲۳۳ میلیارد دلار، از بزرگترین شرکت‌های بیمه ایالات متحده به‌شمار می‌آید.
دفتر مرکزی این شرکت در شهر فیلادلفیا، پنسیلوانیا قرار دارد و بخشی از سهام آن در بازار بورس نیویورک معامله می‌شود. شرکت لینکلن نشنال مالک ورزشگاه لینکولن فایننشال فیلد می‌باشد، همچنین اسپانسر اصلی فیلادلفیا ایگلز نیز به‌شمار می‌آید.